# Antoine Humblet
Antoine Joseph André Humblet (Serinchamps, 28 december 1922 – Namen, 25 november 2011) was een Belgisch politicus voor de PSC; als zodanig was hij onder andere minister.

## Levensloop
Humblet bereidde zich voor op het volgen van ingenieursstudies toen de Tweede Wereldoorlog uitbrak. Hij onderbrak zijn studies om een baan op te nemen in een bedrijf voor bosexploitatie in Charleroi. Nadat zijn vader in 1944 was overleden, stopte hij definitief met de universiteit. In mei 1945 stichtte hij dan zijn eigen bedrijf, een kleine houtzagerij in Haversin. De SA Bois Humblet groeide al snel uit tot een van de grootste zagerijen in de streek en als directeur van het bedrijf werd Humblet actief in verschillende werkgeversorganisaties binnen de sector. Hij stichtte het Belgisch Houtcentrum, dat hij voorzat, en was ook voorzitter van de Nationale Federatie van zagerijen. In 1973 verkocht hij 80 procent van de aandelen in zijn firma aan een Britse industrieel, alvorens enkele jaren later een deel van de aandelen terug te kopen.
Als adolescent was Antoine Humblet actief in de Katholieke Actie en hij werd voorzitter van de Naamse federatie en daarna van 1943 tot 1946 nationaal voorzitter van de christelijke studentenbeweging JEC. Aangetrokken door de politiek nam hij in oktober 1952 met een eigen lijst deel aan de gemeenteraadsverkiezingen in Serinchamps. Hij werd verkozen en was van 1954 tot 1958 schepen van de gemeente. Om professionele redenen stelde hij zich niet meer kandidaat bij de gemeenteraadsverkiezingen van oktober 1958 en verhuisde hij naar Erpent. 
In 1954 sloot Humblet zich aan bij de christendemocratische PSC, waar hij zich zijn hele carrière lang richtte op het verdedigen van de belangen van zelfstandigen en de middenstand. Hij werd lid van het directiecomité van de partij in het arrondissement Dinant en in 1961 verkozen tot provincieraadslid van Namen. Hij werd onmiddellijk gedeputeerde van de provincie; van 1961 tot 1965 bevoegd voor Landbouw en Economische Zaken en van 1965 tot 1968 voor Financiën. Daarenboven was hij van 1962 tot 1973 voorzitter van het Economisch Studiebureau voor de provincie Namen, waarbij hij de realisatie van het ambitieuze project rond het oprichten van een hotelschool op de Citadel van Namen in goede banen leidde. Vanaf 1956 was hij tevens lid van de Naamse afdeling en later eveneens lid van het uitvoerend comité van de Waalse Economische Raad, die hij in de periode 1968-1971 mede hielp uitbouwen van privéorganisatie naar semi-officieel orgaan. Humblet was een overtuigd pleitbezorger van economische decentralisatie en werd in 1971 door zijn partij afgevaardigd naar de Gewestelijke Economische Raad voor Wallonië, waarvan hij tot 1975 ondervoorzitter was.
In maart 1968 verliet Humblet de provinciale politiek en werd hij verkozen tot lid van de Kamer van volksvertegenwoordigers voor het arrondissement Dinant-Philippeville. In 1970 stelde hij zich kandidaat voor het partijvoorzitterschap van de PSC, maar hij werd verslagen door zetelend voorzitter Léon Servais. Een jaar later, in november 1971, werd hij niet herkozen in de Kamer. Vervolgens zetelde hij tot januari 1974 in de Senaat als provinciaal senator voor de provincie Namen. Van maart 1974 tot oktober 1979 was hij dan rechtstreeks gekozen senator voor de kieskring Namen-Dinant-Philippeville. 
Hij deed zijn eerste ministeriële ervaring op in de regering-Leburton, waarin Humblet van januari 1973 tot april 1974 staatssecretaris voor Begroting was. Vervolgens was hij van april 1974 tot juni 1977 minister van Nationale Opvoeding in de regering-Tindemans I, de regering-Tindemans II en de regering-Tindemans III; in die hoedanigheid maakte hij deel uit van het Ministerieel Comité voor Waalse Aangelegenheden. Van juni 1977 tot april 1979 was hij minister van Landbouw en Middenstand in de regering-Tindemans IV en de regering-Vanden Boeynants II. 
Ten slotte was hij nog van april tot oktober 1979 staatssecretaris voor het Waals Gewest in de regering-Martens I. Hij was daarmee een van de drie leden van de eerste Executieve voor het Waals Gewest en richtte vanuit die functie de Waalse Investeringsmaatschappij (SRIW) op. Humblet werd in oktober 1979 de eerste voorzitter van deze holding en nam daarom ontslag uit al zijn politieke mandaten. Hij hoopte bij te dragen aan de relance van de slabakkende Waalse economie, hetgeen gigantische uitdagingen met zich meebracht. Om die reden hield hij het bij slechts een termijn als voorzitter van de SRIW, die in oktober 1983 afliep. Wel bleef hij bestuurder bij de SRIW  en werd hij voorzitter van Sofibail, de Waalse maatschappij voor financiële leasing. Enkele maanden later nam hij echter ontslag en ging hij zich opnieuw toeleggen op zijn industriële activiteiten. In 1992 trok hij zich uit al zijn industriële functies terug. 
In 1993 werd hij voorzitter van Wallonia Nostra, een vzw voor de verdediging van het erfgoed in Wallonië. Ook bleef hij de politiek op de voet volgen. In 1998 verliet Humblet de PSC en steunde hij Gérard Deprez bij de oprichting van de MCC, die een kartel vormde met de liberale PRL en het Fransgezinde FDF. Hij was bij de verkiezingen van 1999 laatste opvolger op de Europese lijst van het PRL-FDF-MCC.
Humblet trouwde met Guilaine Jadot en ze hadden negen kinderen. 

## Publicaties
- Un entrepreneur en Politique, memoires.